# Who Wants to Be Alone
Who Wants to Be Alone is een single uit 2010 van Tiësto en Nelly Furtado. Het nummer is afkomstig van Tiësto's album Kaleidoscope.

## Tracklist
- 'Who Wants To Be Alone' - 3:33
- 'Who Wants To Be Alone' (Robbie Rivera Juicy Remix) - 7:24
- 'Who Wants To Be Alone' (Andy Duguid Remix) - 6:46
- 'Who Wants To Be Alone' (Robbie Rivera Juicy Dub) - 7:05
- 'Who Wants To Be Alone' (Robbie Rivera Juicy Radio Edit) - 3:21
- 'Who Wants To Be Alone' (David Tort Remix) - 7:59
- 'Who Wants To Be Alone' (Albumversie) - 4:36

## Hitnotering
| "Who Wants to Be Alone" in de Nederlandse Top 40 - binnen 13-03-2010 | "Who Wants to Be Alone" in de Nederlandse Top 40 - binnen 13-03-2010 | "Who Wants to Be Alone" in de Nederlandse Top 40 - binnen 13-03-2010 | "Who Wants to Be Alone" in de Nederlandse Top 40 - binnen 13-03-2010 | "Who Wants to Be Alone" in de Nederlandse Top 40 - binnen 13-03-2010 | "Who Wants to Be Alone" in de Nederlandse Top 40 - binnen 13-03-2010 | "Who Wants to Be Alone" in de Nederlandse Top 40 - binnen 13-03-2010 | "Who Wants to Be Alone" in de Nederlandse Top 40 - binnen 13-03-2010 | "Who Wants to Be Alone" in de Nederlandse Top 40 - binnen 13-03-2010 | "Who Wants to Be Alone" in de Nederlandse Top 40 - binnen 13-03-2010 | "Who Wants to Be Alone" in de Nederlandse Top 40 - binnen 13-03-2010 | "Who Wants to Be Alone" in de Nederlandse Top 40 - binnen 13-03-2010 | "Who Wants to Be Alone" in de Nederlandse Top 40 - binnen 13-03-2010 |
| Week                                                                 | 1                                                                    | 2                                                                    | 3                                                                    | 4                                                                    | 5                                                                    | 6                                                                    | 7                                                                    | 8                                                                    | 9                                                                    | 10                                                                   | 11                                                                   |                                                                      |
| -------------------------------------------------------------------- | -------------------------------------------------------------------- | -------------------------------------------------------------------- | -------------------------------------------------------------------- | -------------------------------------------------------------------- | -------------------------------------------------------------------- | -------------------------------------------------------------------- | -------------------------------------------------------------------- | -------------------------------------------------------------------- | -------------------------------------------------------------------- | -------------------------------------------------------------------- | -------------------------------------------------------------------- | -------------------------------------------------------------------- |
| Nummer                                                               | 31                                                                   | 30                                                                   | 29                                                                   | 25                                                                   | 21                                                                   | 17                                                                   | 17                                                                   | 23                                                                   | 34                                                                   | 36                                                                   | 40                                                                   | uit                                                                  |

| "Who Wants to Be Alone" in de Nederlandse Single Top 100 Binnen: 27-02-2010 | "Who Wants to Be Alone" in de Nederlandse Single Top 100 Binnen: 27-02-2010 | "Who Wants to Be Alone" in de Nederlandse Single Top 100 Binnen: 27-02-2010 | "Who Wants to Be Alone" in de Nederlandse Single Top 100 Binnen: 27-02-2010 | "Who Wants to Be Alone" in de Nederlandse Single Top 100 Binnen: 27-02-2010 | "Who Wants to Be Alone" in de Nederlandse Single Top 100 Binnen: 27-02-2010 | "Who Wants to Be Alone" in de Nederlandse Single Top 100 Binnen: 27-02-2010 | "Who Wants to Be Alone" in de Nederlandse Single Top 100 Binnen: 27-02-2010 | "Who Wants to Be Alone" in de Nederlandse Single Top 100 Binnen: 27-02-2010 | "Who Wants to Be Alone" in de Nederlandse Single Top 100 Binnen: 27-02-2010 | "Who Wants to Be Alone" in de Nederlandse Single Top 100 Binnen: 27-02-2010 | "Who Wants to Be Alone" in de Nederlandse Single Top 100 Binnen: 27-02-2010 | "Who Wants to Be Alone" in de Nederlandse Single Top 100 Binnen: 27-02-2010 | "Who Wants to Be Alone" in de Nederlandse Single Top 100 Binnen: 27-02-2010 | "Who Wants to Be Alone" in de Nederlandse Single Top 100 Binnen: 27-02-2010 |
| Week                                                                        | 1                                                                           | 2                                                                           | 3                                                                           | 4                                                                           | 5                                                                           | 6                                                                           | 7                                                                           | 8                                                                           | 9                                                                           | 10                                                                          | 11                                                                          | 12                                                                          | 13                                                                          |                                                                             |
| --------------------------------------------------------------------------- | --------------------------------------------------------------------------- | --------------------------------------------------------------------------- | --------------------------------------------------------------------------- | --------------------------------------------------------------------------- | --------------------------------------------------------------------------- | --------------------------------------------------------------------------- | --------------------------------------------------------------------------- | --------------------------------------------------------------------------- | --------------------------------------------------------------------------- | --------------------------------------------------------------------------- | --------------------------------------------------------------------------- | --------------------------------------------------------------------------- | --------------------------------------------------------------------------- | --------------------------------------------------------------------------- |
| Nummer                                                                      | 78                                                                          | 86                                                                          | 63                                                                          | 55                                                                          | 48                                                                          | 49                                                                          | 37                                                                          | 34                                                                          | 45                                                                          | 39                                                                          | 45                                                                          | 62                                                                          | 73                                                                          | uit                                                                         |

| "Who Wants To Be Alone" in de Vlaamse Ultratop 50 - Binnen: 18-09-2010 | "Who Wants To Be Alone" in de Vlaamse Ultratop 50 - Binnen: 18-09-2010 | "Who Wants To Be Alone" in de Vlaamse Ultratop 50 - Binnen: 18-09-2010 |
| Week                                                                   | 1                                                                      | 2                                                                      |
| ---------------------------------------------------------------------- | ---------------------------------------------------------------------- | ---------------------------------------------------------------------- |
| Nummer                                                                 | 39                                                                     |                                                                        |